# Заполье (Серебрянское сельское поселение)
Заполье — деревня в Серебрянском сельском поселении Лужского района Ленинградской области.

## История
Впервые упоминается в писцовых книгах Шелонской пятины 1498 года, как деревня Заполье у озера Лукомского в Дремяцком погосте Новгородского уезда.
Деревня Заполье, состоящая из 25 крестьянских дворов, обозначена на карте Санкт-Петербургской губернии Ф. Ф. Шуберта 1834 года.

ЗАПОЛЬЕ — деревня, принадлежит штабс-ротмистру Николаю Смирнову, число жителей по ревизии: 37 м. п., 39 ж. п.

коллежскому асессору Арсению Карамышеву, число жителей по ревизии: 33 м. п., 36 ж. п. (1838 год)

Деревня Заполье из 25 дворов отмечена на карте профессора С. С. Куторги 1852 года.

ЗАПОЛЬЕ — деревня господ Смирнова и Карамышева, по просёлочной дороге, число дворов — 23, число душ — 68 м. п. (1856 год)

Согласно X-ой ревизии 1857 года деревня состояла из двух частей:

1-я часть: число жителей — 40 м. п., 32 ж. п. (из них дворовых людей — 2 м. п., 1 ж. п.)
  
2-я часть: число жителей — 22 м. п., 34 ж. п.

ЗАПОЛЬЕ — деревня и мыза владельческие при озере безымянном, число дворов — 23, число жителей: 69 м. п., 71 ж. п. (1862 год)

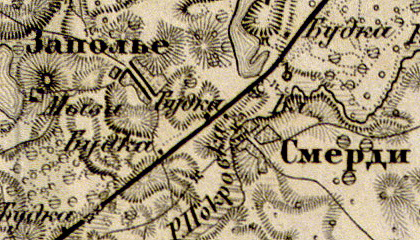
Деревня Заполье на карте 1863 года

Согласно карте из «Исторического атласа Санкт-Петербургской Губернии» 1863 года близ деревни Заполье находилась мыза.
В 1869 году временнообязанные крестьяне деревни выкупили свои земельные наделы у А. Д. Карамышева и стали собственниками земли.
Согласно подворной описи Карповского общества Кологородской волости 1882 года, деревня состояла из двух частей:
 
1) бывшее имение Смирнова, домов — 24, душевых наделов — 37, семей — 26, число жителей — 50 м. п., 62 ж. п.; разряд крестьян — собственники.
  
2) бывшее имение Карамышева, домов — 18, душевых наделов — 21, семей — 12, число жителей — 34 м. п., 28 ж. п.; разряд крестьян — собственники.
В XIX — начале XX века деревня административно относилась к Кологородской волости 2-го земского участка 2-го стана Лужского уезда Санкт-Петербургской губернии.
По данным «Памятной книжки Санкт-Петербургской губернии» за 1905 год деревня Заполье входила в Корповское сельское общество.
В 1917 году деревня Заполье входила в состав Кологородской волости Лужского уезда.
С 1918 года, в составе Барановского сельсовета Смердовской волости.
С 1923 года, составе Кологородской волости.
С 1924 года, составе Смердовского сельсовета.

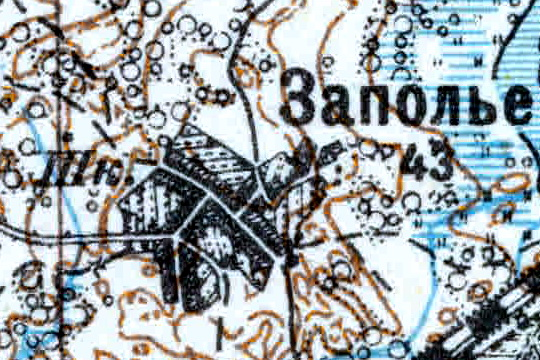
Деревня Заполье карте 1926 года

Согласно топографической карте 1926 года деревня насчитывала 43 крестьянских двора, в деревне была своя школа.
С февраля 1927 года, в составе Лужской волости, с августа 1927 года — Лужского района.
По данным 1933 года деревня Заполье входила в состав Смердовского сельсовета Лужского района.
Деревня была освобождена от немецко-фашистских оккупантов 14 февраля 1944 года.
В 1958 году население деревни Заполье составляло 118 человек.
По данным 1966 года деревня Заполье также входила в состав Смердовского сельсовета.
По данным 1973 и 1990 годов деревня Заполье входила в состав Серебрянского сельсовета.
В 1997 году в деревне Заполье Серебрянской волости проживали 30 человек, в 2002 году — 24 человека (все русские).
В 2007 году в деревне Заполье Серебрянского СП также проживал 21 человек.

## География
Деревня расположена в южной части района на автодороге 41К-146 (Городок — Серебрянский).
Расстояние до административного центра поселения — 16 км.
Деревня находится к западу от железнодорожной линии Луга — Псков. Расстояние до ближайшей железнодорожной станции Луга I — 13 км.
К востоку от деревни расположено озеро Лукома и протекает река Барановка.

## Демография
| 1862 | 2007 | 2010 | 2017 |
| ---- | ---- | ---- | ---- |
| 140  | ↘21  | ↗22  | ↘15  |

## Достопримечательности
Каменная часовня во имя Рождества Иоанна Предтечи, 1915 года постройки, архитектор В. И. Фиделли, руинирована.

## Улицы
Левый проезд, Новый проезд, Озёрная, Петра Трофимова, Полевая, Правый проезд, Радужная, Солнечная.